# Arte Público Press
Arte Público Press es la editorial más grande y antigua de obras hispanas en los Estados Unidos. Publica exclusivamente libros escritos por hispanos y recuperan obras del pasado para dar voz a autores y obras que estuvieron perdidas o fueron relegadas. Hoy en día, Arte Público Press publica de 25 a 30 libros cada año y forma parte de la Universidad de Houston. El 90% de sus libros son publicados en inglés. 

## Historia
La idea de Arte Público Press nació durante movimiento chicano, el cual empezó en los años sesenta en California. Tiene su origen en la “Revista Chicano Riqueña”, fundada en Gary, Indiana, en 1972, la cual más tarde fue renombrada “The Americas Review”. Esta publicación se inició porque era evidente que los autores hispanos no tenían representación en las grandes editoriales. Fue por esta razón que la “Revista Chicano Riqueña” solamente publicó obras por autores hispanos, para dar voz y difundir la cultura hispana. La revista recibió tanto éxito que Nicolás Kanellos decidió formar Arte Público Press en 1979. En 1992, Arte Público fundó un proyecto para recuperar obras literarias de hispanos (Recovering the U.S. Hispanic Literary Heritage Project.) Esta rama de Arte Público ha recuperado textos que datan desde la época colonial hasta los años sesenta. Dos años después, Arte Público lanzó Piñata Books, su línea de libros para niños y gente joven. La mayoría de los libros publicados son bilingües para que así los niños aprendan más de ambas culturas. En el 2009, recibieron fondos de la Fundación W.K. Kellogs para lanzar the Latino Children's Wellness Program, un programa que difunde información importante sobre la salud y la nutrición a través de los libros bilingües.

## El fundador
Nicolás Kanellos (nació en enero 31, de 1945). Él fundó Arte Público Press en el año 1976. Nicolás Kanellos asistió a la universidad de Farleigh Dickinson, en donde obtuvo una licenciatura en español. Kanellos continuó sus estudios en la Universidad de Texas-Austin, obteniendo una maestría en lenguas romances y posteriormente un doctorado en español y portugués. Kanellos también fue entrenado en teatro en la Universidad Autónoma de México y asistió la Universidad de Lisboa en Portugal.
En el año 1994, Dr. Kanellos fue nombrado a la posición de Consejo Nacional de Humanidades bajo la administración del presidente Bill Clinton. En el año 1996, el Dr. Kanellos logró la primera posición Brown Foundation como profesor de estudios hispánicos en la Universidad de Houston. En el 2008, fue seleccionado a la Academia Real Americana de Literatura, Artes, y Ciencias.
Otros Logros
- 1996, Denali Press Award de la American Library Association.
- 1989, American Book Award-Publisher/Editor category
- 1988, Hispanic Heritage Award for Literature (presentado de la Casa Blanca)

Publicaciones de Nicolás Kanellos (desde el año 2000):
- Hispanic Immigrant Literature: El Sueño del Retorno. Austin: University of Texas Press, 2011. Winner, the PEN Southwest Award for Non-Fiction.
- Encyclopedia of Latino Literature. (Editor and author of 1/3 of the entries.) Westport, CN: Greenwood Press, pub date in 2008.
- Hispanic Literature of the United States: A Comprehensive Reference. Westport, CT: Greenwood Press, 2004.
- Herencia: The Anthology of Hispanic Literature of the United States.  (General Editor) New York:  Oxford University Press, 2002.
- En otra voz: antología de la literatura hispana de los Estados Unidos. (Director General) Houston: Arte Público Press, 2002.
- Noche Buena: Hispanic American Christmas Stories.  (Editor/Compiler) New York: Oxford University Press, 2000.
- Hispanic Periodicals in the United States: A Brief History and Comprehensive Bibliography.  Houston: Arte Público Press, 2000.

## Piñata Books
Piñata Books es una parte significativa de Arte Público Press. Piñata Books fue creada en 1994 para aumentar la representación de la cultura e identidad hispana en literatura de niños y jóvenes. Los libros de Piñata Books son en su mayoría bilingües e incluyen temas, personajes, y representaciones de la cultura latina en sus textos. Algunos de los libros de Piñata Books han recibido premios como el Paterson Prize for Young Adult Literature y el Skipping Stone Award. Sus libros también aparecen en la lista del American Library Association's de libros para lectores reacios.
Piñata Books publica diez libros al año y tiene tres categorías. Las categorías incluyen: Piñata Books para niños, Piñata Books para lectores medio, y Piñata Books para jóvenes. Algunos de los libros que han publicado son: A Bean and Cheese Taco Birthday/Un cumpleaños con tacos de frijoles con queso de Diane Gonzales Bertrand en la categoría de niños, Kid Cyclone Fights the Devil and Other Stories/Kid Ciclón se enfrenta a el Diablo y otras historias por Javier Garza en la categoría de lector medio, y Alicia’s Treasure por Diane Gonzales Bertrand en la categoría de jóvenes.

## Recovering the U.S Hispanic Literary Heritage Project
Como parte de sus esfuerzos para llevar la literatura hispana a la corriente principal, Arte Público Press creó el proyecto de Recovering the U.S. Hispanic Literary Heritage en 1992. Es el primer intento nacional de recuperar, indexar, diseminar y publicar obras perdidas que datan desde el periodo colonial hasta 1960. Incluye los manuscritos, y materiales impresos como cartas, diarios, sermones y documentos históricos y políticos. Este proyecto ha localizado casi 18,000 libros y folletos que fueron escritos o publicados por hispanos. El proyecto ha digitalizado más de 1,000 libros. Han publicado más de 40 libros recuperados, dos antologías y ocho volúmenes de artículos de investigación. Cada dos años se lleva a cabo una conferencia para que académicos de todas partes del país puedan reportar y compartir sus investigaciones sobre el material recuperado.
Libros notables del proyecto
- Aventuras de Don Chipote: o cuando los pericos mamen/ The Adventures of Don Chipote: Or When Parrots Breast-Feed- Daniel Venegas
- Firefly Summer- Pura Belpré
- The Squatter and the Don- María Amparo Ruiz de Burton
- The Rebel/ La Rebelde- Leonor Villegas de Magnón
- El sol de Texas-Conrado Espinoza
- Who Would Have Thought It?- María Amparo Ruiz de Burton